# Кристоф Галтје
Кристоф Галтје (фр. Christophe Galtier; Марсељ, 23. август 1966) је француски фудбалски тренер и бивши фудбалер. Тренутно је тренер катарског Ал Духаила.

## Статистика (као тренер)
Последња измена извршена 7. фебруара 2025.
| Тим             | Од                 | До            | Статистика | Статистика | Статистика | Статистика | Статистика |
| Тим             | Од                 | До            | Утк        | Поб        | Нер        | Пор        | Поб %      |
| --------------- | ------------------ | ------------- | ---------- | ---------- | ---------- | ---------- | ---------- |
| Сент Етјен      | 15. децембар 2009. | 20. мај 2017. | 361        | 147        | 109        | 105        | 40,7       |
| Лил             | 29. децембар 2017. | 25. мај 2021. | 152        | 78         | 32         | 42         | 51,3       |
| Ница            | 28. јун 2021.      | 27. јун 2022. | 43         | 23         | 8          | 12         | 53,5       |
| Пари Сен Жермен | 5. јул 2022.       | 30. јун 2023. | 50         | 34         | 6          | 10         | 68,0       |
| Ал Духаил       | 12. октобар 2023.  | тренутно      | 52         | 28         | 6          | 18         | 53,8       |
| Укупно          | Укупно             | Укупно        | 659        | 311        | 161        | 187        | 47,2       |

## Трофеји (као тренер)

### Сент Етјен
- Лига куп Француске (1) : 2012/13.

### Лил
- Првенство Француске (1) : 2020/21.

### Пари Сен Жермен
- Првенство Француске (1) : 2022/23.
- Суперкуп Француске (1) : 2022.

### Ал Духаил
- Старс куп Катара (1) : 2024/25.

### Индивидуална признања
- Најбољи тренер првенства Француске (3) : 2012/13. (подељена награда), 2018/19, 2020/21.
- Најбољи тренер Француске (2) : 2019, 2021.